# Kentish Town metróállomás
A Kentish Town a londoni metró egyik állomása a 2-es zónában, a Northern line érinti.

## Története
Az állomást 1907. június 22-én adták át a Charing Cross, Euston & Hampstead Railway részeként. A Northern line 1939. július 3-a óta használja.

## Forgalom
| Járat | Útvonal | Gyakoriság     |
| ----- | --- | -------------- |
|       | High Barnet – Totteridge & Whetstone – Woodside Park – West Finchley – Finchley Central – East Finchley – Highgate – Archway – Tufnell Park – Kentish Town – Camden Town (– tovább Kennington vagy Morden felé) | 2-5 percenként |

## Átszállási kapcsolatok
| Állomás      | Átszállási kapcsolatok                                                |
| ------------ | --------------------------------------------------------------------- |
| Kentish Town | Natioanl Rail – Thameslink (Kentish Town) Helyi buszok (Kentish Town) |

## Fordítás
- Ez a szócikk részben vagy egészben  a   Kentish Town station című angol Wikipédia-szócikk fordításán alapul.  Az eredeti cikk szerkesztőit annak laptörténete sorolja fel. Ez a jelzés csupán a megfogalmazás eredetét és a szerzői jogokat jelzi, nem szolgál a cikkben szereplő információk forrásmegjelöléseként.